# Exerion
Exerion (エクセリオン?, Ekuserion) è un videogioco arcade del 1983, di tipo sparatutto, sviluppato da Jaleco. Distribuito negli Stati Uniti d'America da Taito, il gioco è stato convertito per SG-1000, MSX e Nintendo Entertainment System, quest'ultima versione realizzata nel 1985 da TOSE. Nel 2015 è stato pubblicato su PlayStation Network Arcade Archives: Exerion per PlayStation 4.

## Trama
Nell'anno 2991 la navicella Fighter EX deve difendere il pianeta Exerion dall'invasione degli Zorni.

## Modalità di gioco
Il gioco presenta effetti di parallasse e simulazione di inerzia. La Fighter EX, controllata dal giocatore, spara contro gli invasori Zorni, la cui totale eliminazione è l'obiettivo da centrare per il completamento di ogni livello. Sono presenti varie tipologie di nemici, che attaccano perlopiù in formazione.
Si usano un joystick, con cui l'astronave può muoversi in otto direzioni, e due tasti, che servono per far fuoco: il primo rilascia uno sparo doppio e lento, mentre l'altro uno sparo singolo, rapido e con proiettili limitati (ma il giocatore potrà continuamente incrementarli eliminando i nemici col doppio sparo). Per abbattere la maggior parte dei nemici è sufficiente un solo colpo, mentre ne servono cinque per quelli di dimensioni più grandi; è anche possibile distruggere i proiettili degli Zorni, ma solo quelli più grossi. 
Le vite a disposizione sono tre oppure cinque, a seconda delle versioni, ma senza punti ferita, quindi il giocatore non deve farsi mai colpire.
I livelli del gioco sono infiniti, con difficoltà via via crescente: in ognuno di essi la navicella sorvola Exerion. Tra un livello e l'altro è previsto un round bonus, in cui appaiono innocui nemici Zorni, tutti in formazioni: essi appartengono a due tipologie che non si incontrano nei livelli standard, e basta un solo colpo per eliminare ognuno di loro.